# Dichaetothyrea calvifrons
Dichaetothyrea calvifrons är en tvåvingeart som beskrevs av Jason Gilbert Hayden Londt 1982. Dichaetothyrea calvifrons ingår i släktet Dichaetothyrea och familjen rovflugor.
Artens utbredningsområde är Madagaskar. Inga underarter finns listade i Catalogue of Life.